# دانيال سوبرالينس
دانيال سوبرالينس (بالبرتغالية: Daniel Lopes Silva‏) (10 فبراير 1983 في البرازيل - ) هو لاعب كرة قدم برازيلي في مركز الوسط. لعب مع نادي أوربرو ونادي غوتبورغ ونادي كالمار ونادي إيكاسا ونادي فورتاليزا وGuarany Sporting Club ‏ ونادي بارنايبا ونادي ناوتيكو.

## روابط خارجية
- دانيال سوبرالينس على موقع قاعدة بيانات كرة القدم.إي يو (الإنجليزية)
- دانيال سوبرالينس على موقع Soccerway.com (الإنجليزية)
- دانيال سوبرالينس على موقع عالم كرة القدم.نت (الإنجليزية)